# 熊野古道
熊野古道（くまのこどう）は、熊野三山（熊野本宮大社、熊野速玉大社、熊野那智大社）へと通じる参詣道の総称。熊野参詣道ともよばれる。紀伊半島に位置し、道は三重県、奈良県、和歌山県、大阪府に跨る。2004年に世界文化遺産に登録。

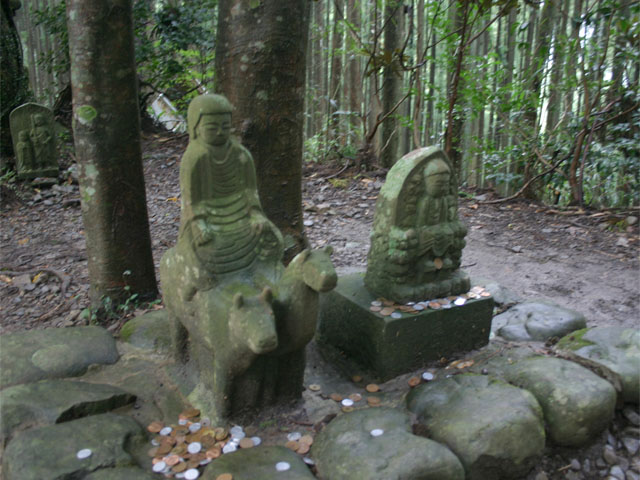
牛馬童子像

## 概要

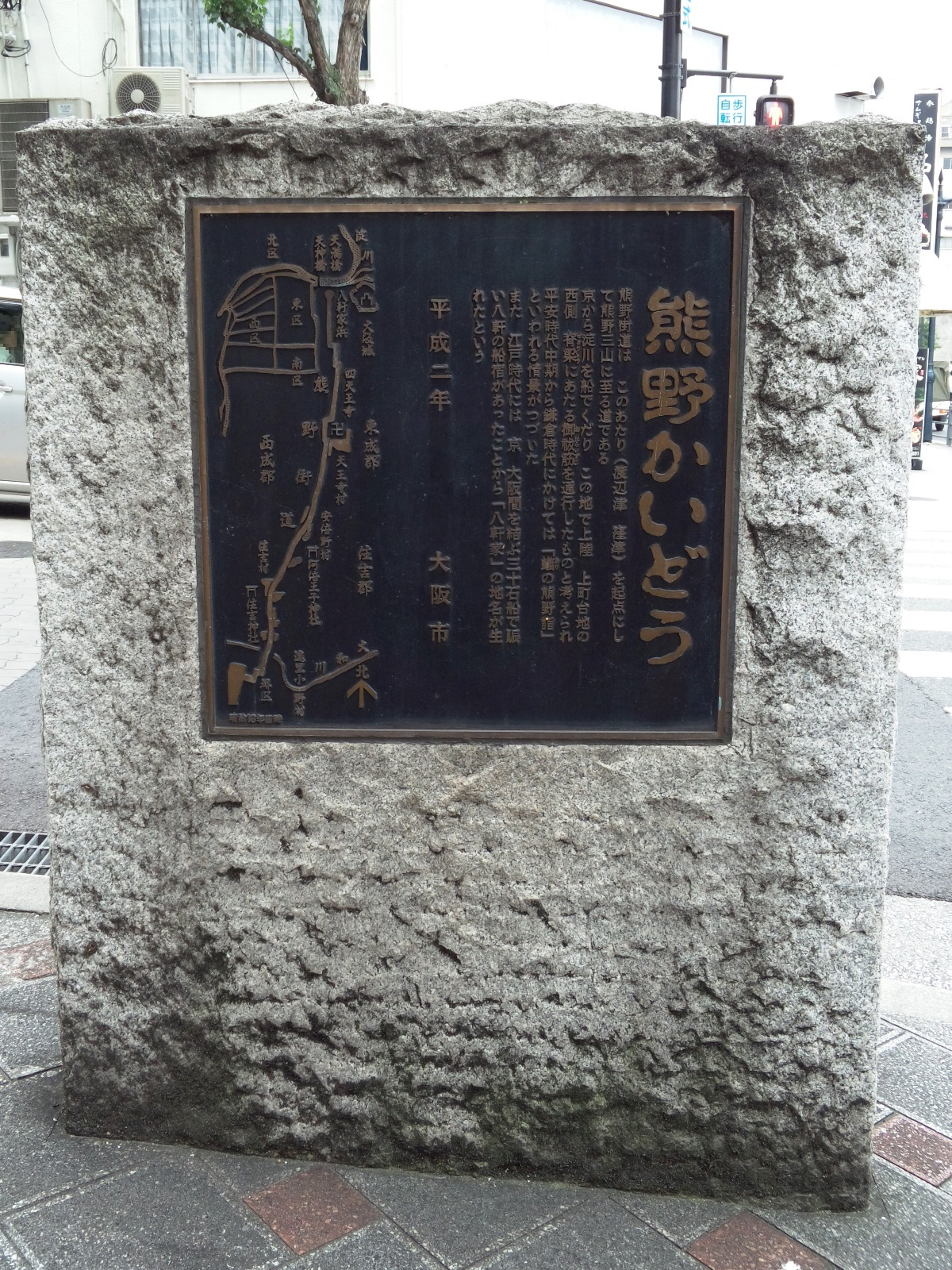
熊野古道（大阪では熊野街道と言われる）の碑（土佐堀通と御祓筋の交点）

世界遺産熊野古道とは、主に以下の6つの道を指す。
- 紀伊路（渡辺津 - 田辺）
- 小辺路（高野山 - 熊野三山、約70km）
- 中辺路（田辺 - 熊野三山）
- 大辺路（田辺 - 串本 - 熊野三山、約120km）
- 伊勢路（伊勢神宮 - 熊野三山、約160km）
- 大峯奥駈道 （吉野 - 熊野三山）

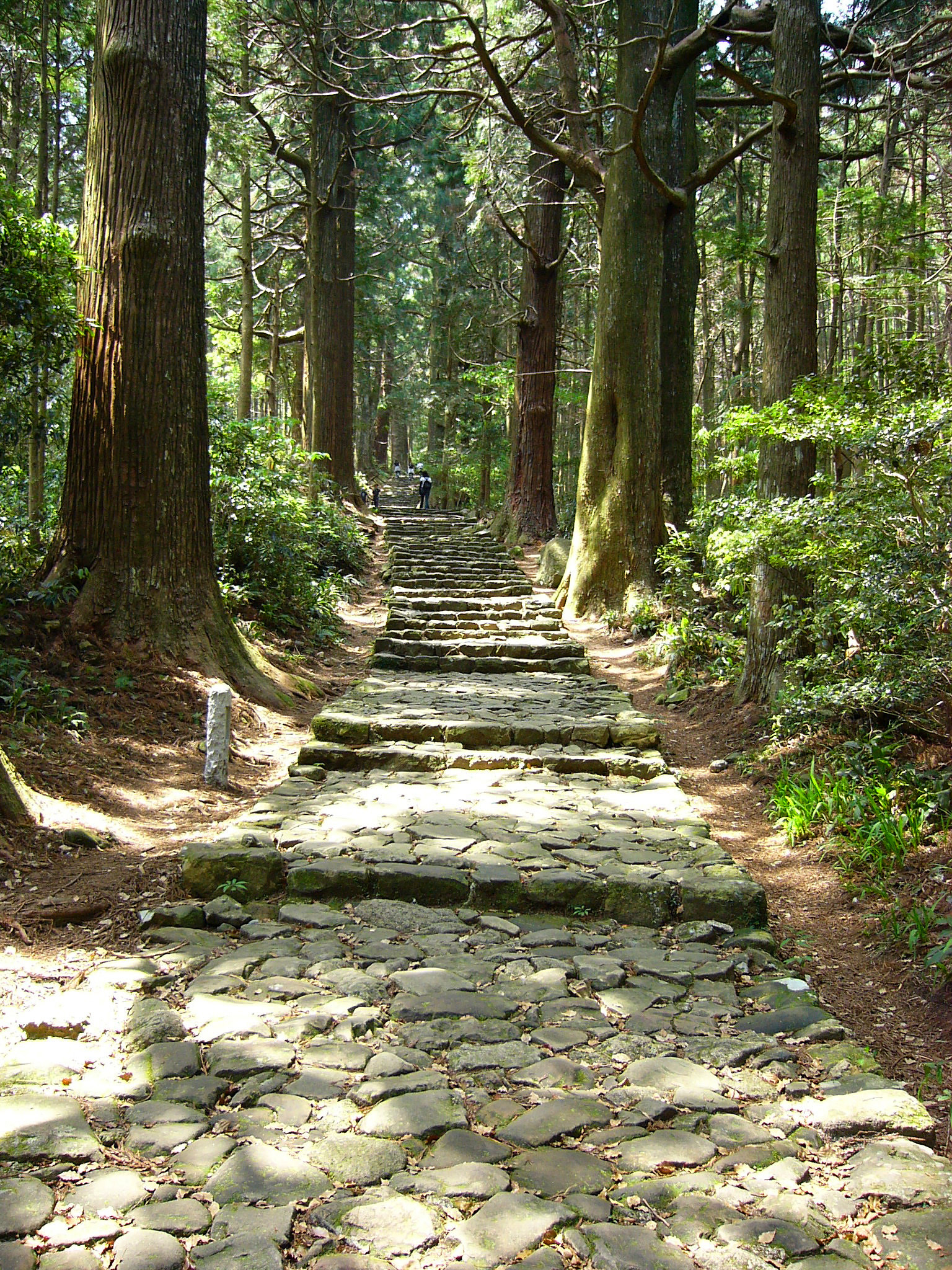
大門坂

これらの多くは、2000年に「熊野参詣道」として国の史跡に指定され、2004年に「紀伊山地の霊場と参詣道」の一部としてユネスコの世界遺産（文化遺産）として登録された。なお、その登録対象には紀伊路は含まれていない。
熊野古道の遺構の特徴として、那智山にある大門坂など舗装に用いられた石畳が残っていることがある。石畳が用いられたのは、紀伊半島が日本でも有数の降雨量の多い地域だからである。また、江戸時代に紀州藩により整備された一里塚が残っている個所もある。
熊野古道の中には、国道や市街地のルートと重複していて吸収されてしまったものもある。これには紀伊半島の地理が関係している。すなわち、紀伊半島の中央部は、際立った高山こそないものの、どこまでも続く山々と谷に覆われている。このため、古来より交通開発が困難であり、往来に適する場所は限られている。現在もこの事情は同様であり、結果として、現代の主要な交通路は古人の拓いた道に並行、あるいは重複することになる。
世界遺産に登録されたものが熊野古道の全てではない。これは、熊野詣それ自体の盛衰もあって正確なルートが不明になっている区間があること、歴史的な変遷から生じた派生ルートがありそのすべてが対象となっていないこと、河川が増水すると迂回を強いられる区間があること、親不知ほどではないにせよ通行が安全ではない海岸の「道」が用いられていたこと等による。なお、そうした「忘れられた」ルートを再発見しようとする地元の動きもある。

## 歴史
熊野古道の特色は、中世期に日本最大の霊場として隆盛した熊野信仰という一貫した目的のために、1000年以上も使われ続けてきたことである。近世になって、日本最大の霊場としての地位を伊勢神宮にとって代わられてからは、西国三十三所観音巡礼のひとつに姿を変えるようになったが、純粋な徒歩参詣道として熊野古道が残ったため、現在でも独自の形で賑わいを見せている。
熊野周辺は、日本書紀にも登場する自然崇拝の地であった。熊野三山は、天皇から貴族、庶民に至るまであらゆる階層の人々の信仰を集め、皇室で参拝したのは、平安時代中期の延喜7年（908年）に行われた宇多法皇の熊野御幸が最初と言われる。熊野御幸とは、上皇の熊野詣のことで、弘安4年（1281年）の亀山上皇の熊野御幸まで、その期間は374年間、94回行われた。
11世紀から12世紀にわたり、院政期の上皇方が熊野詣を繰り返すようになった。熊野三山への参詣が頻繁に行われるようになったきっかけは、1090年の白河上皇の熊野御幸からと言われている。白河上皇はその後あわせて9回の熊野御幸を行った。これにより、上皇や法皇に伴われて皇后などの女院方や貴族が同行するようになり活況を呈し、後に京都の貴族の間で単独で熊野詣が行われるようになった。その後、後白河上皇も33回の熊野御幸を行っている。鎌倉時代の建仁元年（1201年）に後鳥羽上皇の熊野御幸に随行した藤原定家の日記によれば、旅は原則徒歩で移動し、荷物は伝馬で運ばせ、それらによって道が整備されていったという当時の様子について記されている。この時代は、源氏や平氏にも信仰され、平安・鎌倉時代の僧侶であった一遍や文覚も参詣した。源頼朝の妻・北条政子も鎌倉から上洛する機会を利用して、熊野参詣を2回行っている。さらに承久の乱（1221年）以後は、地方武士の参詣者も出るようになった。
また、主に12世紀から13世紀にかけて九十九王子が設けられた。これは、熊野古道（特に紀伊路、中辺路）の大阪の基点であった淀川河口の渡辺津（窪津、九品津）から熊野三山までに、100近くの熊野権現を祭祀した末社である。参詣者は、九十九王子で休憩しながら熊野三山まで歩いた。現存するものは少ない。
室町時代になると、貴族のほかに武士や庶民の間でも熊野詣が盛んになり、「蟻の熊野詣」とまでいわれるほど、凄まじいほどの参拝者の大群であったといい、熊野三山の繁栄も頂点に達し、熊野参詣道も広域道路として整備された。
江戸時代に入ると、伊勢詣と並び、熊野詣は、広く庶民が行うようになったといわれている。一時は、熊野付近の旅籠に1日で800人の宿泊が記録されたこともあったようだ。
1906年（明治39年）末に布告された「神社合祀令」により熊野古道周辺の神社の数は激減。熊野詣の風習も殆どなくなってしまった。
熊野古道自体は、大正から昭和にかけて国道が整備されるまで、周囲の生活道路として使用されつづけた。
現在は、和歌山県観光振興課が中心となり、ルートが整備されスタンプラリーなどもできるように観光化も進んでいる。

## 世界遺産登録
2004年（平成16年）に「紀伊山地の霊場と参詣道」の一部としてユネスコの世界文化遺産（文化遺産における「遺跡および文化的景観」）として登録された。道路が世界遺産に登録された日本で初めての例であり、世界遺産全体としてみても、スペインの「サンティアゴ・デ・コンポステーラの巡礼路」に次ぐ2番目の事例となっている。ただし、その登録対象には紀伊路は外されている。紀伊路が世界遺産の指定を外されている理由は、熊野古道のうち、紀伊路が現代まで最もよく使われ続けた道であったため、歴史的な過程で道路の構造的な改良が徐々に行われていった結果、必然的に昔の参詣道としての面影は失われ、世界遺産としての形態を保つことが困難になったからだと言われている。

### 姉妹道提携
世界遺産として登録された「道」の先例である「サンティアゴ・デ・コンポステーラの巡礼路」の最終地であるスペインのガリシア州と、熊野古道の最終地である和歌山県とは、古道の最終地としての永続的な友好関係を確立するため、1998年10月9日に両古道の姉妹道提携を締結した。その後、熊野古道を含む「紀伊山地の霊場と参詣道」もユネスコの世界遺産に登録されたため、道の世界遺産どうしの交流を続けている。

## 第7・8の道

### 奥辺路
高野山から護摩壇山・龍神温泉を経て笠塔山麓で分岐し、丹生ノ川沿いに果無山脈を越え、十津川温泉で小辺路に合流するルートと、さらに南進して中辺路に合流する二系統から熊野本宮大社を目指す忘れられた第7の熊野古道「奥辺路」の顕彰が始められた。小辺路の西側を並走するが、現在の行政区分では高野町・かつらぎ町・有田川町・田辺市と和歌山県内を通過する（果無山脈を越えるコースの後半は奈良県に入る）。その存在は地元古老の間でわずかに記憶され語り継がれてきたが、旧清水町の町誌に書き残されていた記述を参考に地域有志が埋もれた古道を確認して整備を進めている。

### 小栗道
大阪南部から田辺市を経て熊野本宮に至る忘れられた第8の熊野古道「小栗道」がある。小栗判官蘇生伝説に由来する俗称で、江戸時代から昭和初期にかけて身体障害者やハンセン病患者らが病気平癒を願い熊野本宮や湯峰温泉を目指した際のもので、田辺までは紀伊路、田辺からは中辺路と付かず離れず並走するが、不浄道とも暗喩され一般巡礼者とは隔離されたルートになっている。特に中辺路並行区間は遺存状態が良好とされる。この小栗道を顕彰することは、熊野古道の負の側面を顕わにすることになるが、さまざまな人の祈りを受け入れてきた熊野信仰の懐の深さや多様性を表現することにもなる。